# Inwonerequivalent
De Inwonerequivalent (i.e.) is in Nederland een eenheid van vervuiling. Het is de gemiddelde hoeveelheid vervuiling in het afvalwater, die een persoon in huis veroorzaakt en is gebaseerd op de gemiddelde vervuiling door zuurstofbindende stoffen die een persoon per dag produceert. De definitie van één i.e. is wettelijk vastgesteld in artikel 1.1 van de Wet Milieubeheer, te weten een biochemisch zuurstofverbruik van 54 gram per etmaal.